# Antoni Błądek
Antoni Błądek (* 14. Juni 1947 in Przyszów) ist ein polnischer Politiker und Abgeordneter des Sejm in der VI. Wahlperiode.
Er war Mitglied der ersten Betriebskommission der oppositionellen Gewerkschaft Solidarność in der Huta Stalowa Wola in den Jahren 1980 bis 1981. Von 1992 bis 2001 gehörte er als Arbeitnehmervertreter dem Aufsichtsrat der Huta Stalowa Wola an. Von 1998 bis 2002 saß er im Kreisrat im Powiat Stalowowolski. Zwischen 2006 und 2007 erfüllte er die Funktion des Starost dieses Landkreises und war Kreisbevollmächtigter der Prawo i Sprawiedliwość (Recht und Gerechtigkeit – PiS) sowie Mitglied des Regionalvorstandes und Landesdelegierter dieser Partei.
Bei den Parlamentswahlen 2007 wurde er für den Wahlkreis Rzeszów mit 10.642 Stimmen über die Liste der PiS Abgeordneter des Sejm. Er ist Mitglied der Sejm-Kommissionen für Verteidigung sowie Abgeordnetenangelegenheiten.